# Libanees voetbalelftal (mannen)
Het Libanees voetbalelftal is een team van voetballers dat Libanon vertegenwoordigt bij internationale wedstrijden en competities, zoals de kwalificatiewedstrijden voor het wereldkampioenschap voetbal en het Aziatisch kampioenschap en wordt bestuurd door de FLFA.
Libanon wist zich nog nooit via de kwalificatieronden te plaatsen voor het WK of het Aziatisch kampioenschap. In 2000 nam het als gastland deel aan de eindronde van het Aziatisch kampioenschap.

## Geschiedenis
In 1940 speelde Libanon zijn eerste internationale wedstrijd tegen Palestina, er werd met 5-1 verloren, in die periode was Libanon nog een mandaatgebied van Frankrijk. In 1972 schreef het land zich voor de eerste keer in voor het Aziatisch kampioenschap, het land wist zich niet te kwalificeren voor het eindtoernooi. Tussen 1976 en 1992 speelde het land met uitzondering van het Aziatisch kampioenschap voor 1980 geen kwalificatie-wedstrijden voor internationale toernooien vanwege de Libanese burgeroorlog. In 1993 speelde het land voor de eerste keer voor kwalificatie voor het WK, men eindigde als derde in zijn groep achter Zuid-Korea en Bahrein. In 2000 organiseerde Libanon het Aziatisch kampioenschap, men begon het toernooi met een 0-4 nederlaag tegen Iran, daarna werd er twee keer gelijkgespeeld tegen Irak en Thailand. Voor de kwalificatie van 2007 was het land ingedeeld bij Koeweit, Bahrein en Australië. De eerste wedstrijd tegen Koeweit eindigde op een gelijkspel, maar op 1 augustus 2006 maakte de AFC bekend dat Libanon een aanvraag tot terugtrekking had ingediend en deze had goedgekeurd vanwege het conflict Israël-Libanon.
Voor het WK in 2014 bereikte Libanon de derde ronde van het kwalificatie-toernooi. Het begon de ronde met een 6-0 nederlaag tegen Zuid-Korea, maar na zeges op Verenigde Arabische Emiraten, Koeweit en Zuid-Korea plaatste het land zich voor de eerste keer voor de finale-poule. Daarin werd met 1-0 gewonnen van Iran, maar met vijf nederlagen in acht wedstrijden eindigde het land op de vijfde en laatste plaats in zijn groep. Voor kwalificatie voor het WK van 2018 was de ploeg al snel kansloos na thuisnederlagen tegen Koeweit en Zuid-Korea. De ploeg eindigde nog op de tweede plaats in zijn groep, maar had te weinig punten om als een van de beste nummers twee in de Aziatische zone door te stomen na de finale poule. Libanon plaatste zich wel voor Aziatisch kampioenschap in 2019. Het was voor het eerst in de geschiedenis dat het land zich rechtstreeks plaatste voor het eindtoernooi.

## Deelnames aan internationale toernooien

### Wereldkampioenschap
| Wereldkampioenschap voetbal overzicht | Wereldkampioenschap voetbal overzicht | Wereldkampioenschap voetbal overzicht | Wereldkampioenschap voetbal overzicht | Wereldkampioenschap voetbal overzicht | Wereldkampioenschap voetbal overzicht | Wereldkampioenschap voetbal overzicht | Wereldkampioenschap voetbal overzicht | Wereldkampioenschap voetbal overzicht |
| Jaar                                  | Ronde                                 | Wed.                                  | W                                     | G                                     | V                                     | DV                                    | DT                                    |                                       |
| ------------------------------------- | ------------------------------------- | ------------------------------------- | ------------------------------------- | ------------------------------------- | ------------------------------------- | ------------------------------------- | ------------------------------------- | ------------------------------------- |
| 1986                                  | Teruggetrokken                        | Teruggetrokken                        | Teruggetrokken                        | Teruggetrokken                        | Teruggetrokken                        | Teruggetrokken                        | Teruggetrokken                        |                                       |
| 1990                                  | Geen deelname                         | Geen deelname                         | Geen deelname                         | Geen deelname                         | Geen deelname                         | Geen deelname                         | Geen deelname                         |                                       |
| 1994                                  | Niet gekwalificeerd                   | Niet gekwalificeerd                   | Niet gekwalificeerd                   | Niet gekwalificeerd                   | Niet gekwalificeerd                   | Niet gekwalificeerd                   | Niet gekwalificeerd                   |                                       |
| 1998                                  | Niet gekwalificeerd                   | Niet gekwalificeerd                   | Niet gekwalificeerd                   | Niet gekwalificeerd                   | Niet gekwalificeerd                   | Niet gekwalificeerd                   | Niet gekwalificeerd                   |                                       |
| 2002                                  | Niet gekwalificeerd                   | Niet gekwalificeerd                   | Niet gekwalificeerd                   | Niet gekwalificeerd                   | Niet gekwalificeerd                   | Niet gekwalificeerd                   | Niet gekwalificeerd                   |                                       |
| 2006                                  | Niet gekwalificeerd                   | Niet gekwalificeerd                   | Niet gekwalificeerd                   | Niet gekwalificeerd                   | Niet gekwalificeerd                   | Niet gekwalificeerd                   | Niet gekwalificeerd                   |                                       |
| 2010                                  | Niet gekwalificeerd                   | Niet gekwalificeerd                   | Niet gekwalificeerd                   | Niet gekwalificeerd                   | Niet gekwalificeerd                   | Niet gekwalificeerd                   | Niet gekwalificeerd                   |                                       |
| 2014                                  | Niet gekwalificeerd                   | Niet gekwalificeerd                   | Niet gekwalificeerd                   | Niet gekwalificeerd                   | Niet gekwalificeerd                   | Niet gekwalificeerd                   | Niet gekwalificeerd                   |                                       |
| 2018                                  | Niet gekwalificeerd                   | Niet gekwalificeerd                   | Niet gekwalificeerd                   | Niet gekwalificeerd                   | Niet gekwalificeerd                   | Niet gekwalificeerd                   | Niet gekwalificeerd                   |                                       |
| 2022                                  | Niet gekwalificeerd                   | Niet gekwalificeerd                   | Niet gekwalificeerd                   | Niet gekwalificeerd                   | Niet gekwalificeerd                   | Niet gekwalificeerd                   | Niet gekwalificeerd                   |                                       |
| 2026                                  | Niet gekwalificeerd                   | Niet gekwalificeerd                   | Niet gekwalificeerd                   | Niet gekwalificeerd                   | Niet gekwalificeerd                   | Niet gekwalificeerd                   | Niet gekwalificeerd                   |                                       |

### Aziatisch kampioenschap
| Aziatisch kampioenschap voetbal overzicht | Aziatisch kampioenschap voetbal overzicht | Aziatisch kampioenschap voetbal overzicht | Aziatisch kampioenschap voetbal overzicht | Aziatisch kampioenschap voetbal overzicht | Aziatisch kampioenschap voetbal overzicht | Aziatisch kampioenschap voetbal overzicht | Aziatisch kampioenschap voetbal overzicht | Aziatisch kampioenschap voetbal overzicht |
| Jaar                                      | Ronde                                     | Wed.                                      | W                                         | G                                         | V                                         | DV                                        | DT                                        | Kwal                                      |
| ----------------------------------------- | ----------------------------------------- | ----------------------------------------- | ----------------------------------------- | ----------------------------------------- | ----------------------------------------- | ----------------------------------------- | ----------------------------------------- | ----------------------------------------- |
| 1972                                      | Niet gekwalificeerd                       | Niet gekwalificeerd                       | Niet gekwalificeerd                       | Niet gekwalificeerd                       | Niet gekwalificeerd                       | Niet gekwalificeerd                       | Niet gekwalificeerd                       | Niet gekwalificeerd                       |
| 1976                                      | Teruggetrokken                            | Teruggetrokken                            | Teruggetrokken                            | Teruggetrokken                            | Teruggetrokken                            | Teruggetrokken                            | Teruggetrokken                            | Teruggetrokken                            |
| 1980                                      | Niet gekwalificeerd                       | Niet gekwalificeerd                       | Niet gekwalificeerd                       | Niet gekwalificeerd                       | Niet gekwalificeerd                       | Niet gekwalificeerd                       | Niet gekwalificeerd                       | Niet gekwalificeerd                       |
| 1984–1992                                 | Geen deelname                             | Geen deelname                             | Geen deelname                             | Geen deelname                             | Geen deelname                             | Geen deelname                             | Geen deelname                             | Geen deelname                             |
| 1996                                      | Niet gekwalificeerd                       | Niet gekwalificeerd                       | Niet gekwalificeerd                       | Niet gekwalificeerd                       | Niet gekwalificeerd                       | Niet gekwalificeerd                       | Niet gekwalificeerd                       | Niet gekwalificeerd                       |
| 2000                                      | Groepsfase                                | 3                                         | 0                                         | 2                                         | 1                                         | 3                                         | 7                                         |                                           |
| 2004                                      | Niet gekwalificeerd                       | Niet gekwalificeerd                       | Niet gekwalificeerd                       | Niet gekwalificeerd                       | Niet gekwalificeerd                       | Niet gekwalificeerd                       | Niet gekwalificeerd                       | Niet gekwalificeerd                       |
| 2007                                      | Teruggetrokken                            | Teruggetrokken                            | Teruggetrokken                            | Teruggetrokken                            | Teruggetrokken                            | Teruggetrokken                            | Teruggetrokken                            | Teruggetrokken                            |
| 2011                                      | Niet gekwalificeerd                       | Niet gekwalificeerd                       | Niet gekwalificeerd                       | Niet gekwalificeerd                       | Niet gekwalificeerd                       | Niet gekwalificeerd                       | Niet gekwalificeerd                       | Niet gekwalificeerd                       |
| 2015                                      | Niet gekwalificeerd                       | Niet gekwalificeerd                       | Niet gekwalificeerd                       | Niet gekwalificeerd                       | Niet gekwalificeerd                       | Niet gekwalificeerd                       | Niet gekwalificeerd                       | Niet gekwalificeerd                       |
| 2019                                      | Groepsfase                                | 3                                         | 1                                         | 0                                         | 2                                         | 4                                         | 5                                         | (Kwal.)                                   |
| 2023                                      | Groepsfase                                | 3                                         | 0                                         | 1                                         | 2                                         | 1                                         | 5                                         | (Kwal.)                                   |

### Zuid-Azië Cup
| Zuid-Aziatisch kampioenschap voetbal overzicht | Zuid-Aziatisch kampioenschap voetbal overzicht | Zuid-Aziatisch kampioenschap voetbal overzicht | Zuid-Aziatisch kampioenschap voetbal overzicht | Zuid-Aziatisch kampioenschap voetbal overzicht | Zuid-Aziatisch kampioenschap voetbal overzicht | Zuid-Aziatisch kampioenschap voetbal overzicht | Zuid-Aziatisch kampioenschap voetbal overzicht | Zuid-Aziatisch kampioenschap voetbal overzicht |
| Jaar                                           | Ronde                                          | Wed.                                           | W                                              | G                                              | V                                              | DV                                             | DT                                             |                                                |
| ---------------------------------------------- | ---------------------------------------------- | ---------------------------------------------- | ---------------------------------------------- | ---------------------------------------------- | ---------------------------------------------- | ---------------------------------------------- | ---------------------------------------------- | ---------------------------------------------- |
| 2023                                           | Halve finale                                   | 4                                              | 3                                              | 1                                              | 0                                              | 7                                              | 1                                              |                                                |

### West-Aziatisch kampioenschap voetbal
| West-Aziatisch kampioenschap voetbal overzicht | West-Aziatisch kampioenschap voetbal overzicht | West-Aziatisch kampioenschap voetbal overzicht | West-Aziatisch kampioenschap voetbal overzicht | West-Aziatisch kampioenschap voetbal overzicht | West-Aziatisch kampioenschap voetbal overzicht | West-Aziatisch kampioenschap voetbal overzicht | West-Aziatisch kampioenschap voetbal overzicht | West-Aziatisch kampioenschap voetbal overzicht |
| Jaar                                           | Ronde                                          | Wed.                                           | W                                              | G                                              | V                                              | DV                                             | DT                                             |                                                |
| ---------------------------------------------- | ---------------------------------------------- | ---------------------------------------------- | ---------------------------------------------- | ---------------------------------------------- | ---------------------------------------------- | ---------------------------------------------- | ---------------------------------------------- | ---------------------------------------------- |
| 2000                                           | Groepsfase                                     | 3                                              | 1                                              | 1                                              | 1                                              | 3                                              | 2                                              |                                                |
| 2002                                           | Groepsfase                                     | 2                                              | 0                                              | 0                                              | 2                                              | 0                                              | 3                                              |                                                |
| 2004                                           | Groepsfase                                     | 2                                              | 0                                              | 0                                              | 2                                              | 1                                              | 7                                              |                                                |
| 2007                                           | Groepsfase                                     | 2                                              | 0                                              | 0                                              | 2                                              | 0                                              | 4                                              |                                                |
| 2008                                           | Geen deelname                                  | Geen deelname                                  | Geen deelname                                  | Geen deelname                                  | Geen deelname                                  | Geen deelname                                  | Geen deelname                                  |                                                |
| 2010                                           | Geen deelname                                  | Geen deelname                                  | Geen deelname                                  | Geen deelname                                  | Geen deelname                                  | Geen deelname                                  | Geen deelname                                  |                                                |
| 2012                                           | Groepsfase                                     | 3                                              | 1                                              | 0                                              | 2                                              | 2                                              | 3                                              |                                                |
| 2014                                           | Groepsfase                                     | 2                                              | 0                                              | 1                                              | 1                                              | 0                                              | 2                                              |                                                |
| 2019                                           | Groepsfase                                     | 4                                              | 1                                              | 1                                              | 2                                              | 3                                              | 4                                              |                                                |

### Arab Cup
| Arab Nations Cup overzicht | Arab Nations Cup overzicht | Arab Nations Cup overzicht | Arab Nations Cup overzicht | Arab Nations Cup overzicht | Arab Nations Cup overzicht | Arab Nations Cup overzicht | Arab Nations Cup overzicht | Arab Nations Cup overzicht |
| Jaar                       | Ronde                      | Wed.                       | W                          | G                          | V                          | DV                         | DT                         |                            |
| -------------------------- | -------------------------- | -------------------------- | -------------------------- | -------------------------- | -------------------------- | -------------------------- | -------------------------- | -------------------------- |
| 1963                       | Derde                      | 4                          | 2                          | 0                          | 2                          | 9                          | 7                          |                            |
| 1964                       | Vierde                     | 4                          | 1                          | 1                          | 2                          | 4                          | 5                          |                            |
| 1966                       | Vierde                     | 6                          | 3                          | 1                          | 2                          | 11                         | 10                         |                            |
| 1985                       | Geen deelname              | Geen deelname              | Geen deelname              | Geen deelname              | Geen deelname              | Geen deelname              | Geen deelname              |                            |
| 1988                       | Groepsfase                 | 4                          | 1                          | 2                          | 1                          | 2                          | 4                          |                            |
| 1992                       | Geen deelname              | Geen deelname              | Geen deelname              | Geen deelname              | Geen deelname              | Geen deelname              | Geen deelname              |                            |
| 1998                       | Groepsfase                 | 2                          | 0                          | 1                          | 1                          | 1                          | 4                          |                            |
| 2002                       | Groepsfase                 | 4                          | 1                          | 1                          | 2                          | 5                          | 7                          |                            |
| 2012                       | Groepsfase                 | 3                          | 0                          | 1                          | 2                          | 1                          | 4                          |                            |
| FIFA Arab Cup overzicht    |                            |                            |                            |                            |                            |                            |                            |                            |
| 2021                       | Groepsfase                 | 3                          | 1                          | 0                          | 2                          | 1                          | 2                          |                            |

## FIFA-wereldranglijst[1]
| 1993 | 1994 | 1995 | 1996 | 1997 | 1998 | 1999 | 2000 | 2001 | 2002 | 2003 | 2004 | 2005 | 2006 | 2007 | 2008 | 2009 | 2010 | 2011 | 2012 | 2013 | 2014 | 2015 | 2016 | 2017 | 2018 |
| ---- | ---- | ---- | ---- | ---- | ---- | ---- | ---- | ---- | ---- | ---- | ---- | ---- | ---- | ---- | ---- | ---- | ---- | ---- | ---- | ---- | ---- | ---- | ---- | ---- | ---- |
| 108  | 129  | 134  | 97   | 90   | 85   | 111  | 110  | 93   | 119  | 115  | 105  | 125  | 126  | 134  | 150  | 148  | 154  | 111  | 127  | 121  | 126  | 139  | 147  | 85   | 81   |

## Bekende spelers
FLFA · 
A-internationals · 
Libanees vrouwenelftal
1940 – 1949 · 
1950 – 1959 · 
1960 – 1969 · 
1970 – 1979 · 
1980 – 1989 · 
1990 – 1999 · 
2000 – 2009 · 
2010 – 2019 ·
2020 − 2029
Afghanistan ·
Algerije ·
Armenië ·
Australië ·
Bahrein ·
Bangladesh ·
Bhutan ·
Bulgarije ·
Cambodja ·
China ·
Cyprus ·
Djibouti ·
Ecuador ·
Egypte ·
Equatoriaal-Guinea ·
Estland ·
Filipijnen ·
Gabon ·
Georgië ·
Hongarije ·
Hongkong ·
India ·
Irak ·
Iran ·
Jemen ·
Jordanië ·
Kazachstan ·
Kirgizië ·
Koeweit ·
Laos ·
Libië ·
Malediven ·
Maleisië ·
Malta ·
Marokko ·
Mauritanië ·
Mongolië ·
Montenegro ·
Myanmar ·
Namibië ·
Nieuw-Zeeland ·
Noord-Korea ·
Noord-Macedonië ·
Oeganda ·
Oezbekistan ·
Oman ·
Oost-Timor ·
Pakistan ·
Palestina ·
Qatar ·
San Marino ·
Saoedi-Arabië ·
Singapore ·
Slowakije ·
Soedan ·
Somalië ·
Sri Lanka ·
Syrië ·
Tadzjikistan ·
Thailand ·
Tsjechië ·
Tunesië ·
Turkije ·
Turkmenistan ·
Vanuatu ·
Verenigde Arabische Emiraten ·
Vietnam ·
Zuid-Korea